# Rotheneichmühle
Rotheneichmühle ist ein Gemeindeteil der Stadt Greding im Landkreis Roth (Mittelfranken, Bayern). Rotheneichmühle liegt in der Gemarkung Obermässing.

## Lage
Die Einöde liegt circa 1,5 km nordöstlich von Obermässing und circa 1 km südwestlich von Schmellnricht im Schwarzachtal der Südlichen Frankenalb nahe der Grenze zum Regierungsbezirk Oberpfalz. Rotheneichmühle liegt an der Kreisstraße RH 27, die in Richtung Schmellnricht in die Kreisstraße NM 5 übergeht. 2009 wurde der Radweg von Schmellnricht über Rotheneichmühle bis Greding ausgebaut.

## Geschichte
Die Rotheneichmühle ist erstmals um 1304 als ein an Ritter Bero Raitenaicher vergebenes eichstättisches Lehen erwähnt. Johann Caspar Bundschuh schildert gegen Ende des Alten Reiches die Mühle unter dem Stichpunkt „Rothenaich“ folgendermaßen: „Die unterschlächtige Mühle mit einem Mahl- und Rendelgange wird von dem Bache Burggraben, eigentlich schon Mühlbach genannt, getrieben, der im Nürnberger Walde entspringt ..., endlich oberhalb Obermässing in die Schwarzach fällt.“ Die aus einem Anwesen bestehende Mühle gehörte zum unteren Hochstift Eichstätt und unterstand dem hochstiftischen Kastenamt Obermässing. Die Hochgerichtsbarkeit übte der fürstbischöfliche Pfleger zu Obermässing aus. Im 16. Jahrhundert hatten die Herren von Morsbach die eichstättische Lehenmühle „Raidenaich“ inne. 1732 bis 1763 stritten sich laut Unterlagen aus dem hochstiftischen Kastenamt Jettenhofen die Gemeinde Schmellnricht und der dortige Müller mit dem Müller in „Rotenaich“ um Instandsetzung, Unterhalt und Nutzung des Mühlbaches. Auch hat sich der Ehevertrag einer Margareta Baumgartner aus der Rotheneichmühle von 1791 erhalten.
Als im Zuge der Säkularisation in Bayern das Hochstift Eichstätt aufgelöst wurde, kam die Einödmühle 1802 an Großherzog Erzherzog Ferdinand III. von Toskana und 1806 an das neue Königreich Bayern und dort in das Landgericht Beilngries. Sie wurde 1809 im Zuge der bayerischen Gemeindebildung dem Steuerdistrikt Obermässing zugeschlagen und 1811 in die gleichnamige Gemeinde eingeordnet. Zum 1. Oktober 1857 wurde die Gemeinde Obermässing und damit auch die Rotheneichmühle aus dem Landgericht Beilngries herausgenommen und dem näher liegenden Landgericht Greding zugeordnet.
1871 lebten in der Mühle neun Personen; die Ökonomie umfasste an Großvieh vier Pferde und 15 Stück Rindvieh. Die Kinder besuchten die katholische Schule in Obermässing; heute gehen sie in die dortige Grundschule.
Mit der Gebietsreform in Bayern ließ sich Obermässing mit seinen Gemeindeteilen zum 1. Januar 1972 in die Stadt Greding eingemeinden. Aus der Mahlmühle wurde ein Sägewerk und eine Zimmerei. Im Mai 2004 fand erstmals das sogenannte SägFestival mit Musikgruppen aus dem In- und Ausland statt.

### Einwohnerentwicklung
- 1830: 7 (1 Haushaltung)[14]
- 1836: 7 (1 Familie)[15]
- 1871: 9 (4 Gebäude)[12]
- 1900: 9 (1 Wohngebäude) (Weiler: 27 Einwohner in 7 Wohngebäuden)[16]
- 1938: 6[17]
- 1950: 14 (2 Haushaltungen)[18]
- 1961: 9 (1 Wohngebäude)[19]
- 1987: 9 (1 Wohngebäude, 1 Wohnung)[20]

### Baudenkmäler
Im ehemaligen Mühlenanwesen gilt eine Scheune, ein erdgeschossiger Fachwerkbau aus der zweiten Hälfte des 18. Jahrhunderts, als Baudenkmal.